# Gare de Liévin
Gare de Liévin vasútállomás Franciaországban, Liévin településen.

## Vasútvonalak
Az állomást az alábbi vasútvonalak érintik:
- Arras–Dunkirk-vasútvonal

## Kapcsolódó állomások
A vasútállomáshoz az alábbi állomások vannak a legközelebb:
- Gare de Lens
- Gare de Bully - Grenay
- Gare de Loos-en-Gohelle